# 비즈니스 인텔리전스
비즈니스 인텔리전스(Business Intelligence, BI)은 기업에서 데이터를 수집, 정리, 분석하고 활용하여 효율적인 의사결정을 할 수 있는 방법에 대해 연구하는 학문이다.
기업의 비전을 달성하기 위하여 비즈니스의 전략을 효율적이고 효과적으로 지원하여 각 조직의 구성원(종업원, 중간 관리자, 의사결정자 등)에게 적시에 의사결정을 할 수 있도록 지원하는 정보체계라고 정의하기도 한다.

## 개요
기업 경영에서 내비게이션 역할을 수행하는 것이 바로 '비즈니스 인텔리전스'이다. 비즈니스 인텔리전스는 경영인이 전략을 세우는 데 필요한 데이터를 수집하고, 이 데이터를 가장 효과적이고 효율적인 방법으로 이용하여 적절한 의사결정을 하도록 도와주며, 경영상의 다양한 위협이나 위험을 자동적으로 알려주는 시스템이라고 할 수 있다. 인텔리전스를 직역하면 '지식', '정보'이며, 지식과 정보는 데이터를 가공하여 특정한 의미가 내포된 데이터이다. 때문에 비즈니스 인텔리전스는 데이터를 수집하고, 이 데이터를 가공하여 올바른 의사결정을 내릴 수 있도록 지원하는 시스템 및 기술이라고 할 수 있다.

## 비즈니스 인텔리전스의 범위
비즈니스 인텔리전스는 전략 인텔리전스, 분석 인텔리전스, 확장 인텔리전스, 인텔리전스 인프라, 인텔리전스 정보전달로 크게 5부분으로 구성되어 있다. 최근에는 전사적 성과관리(CPM : Corporate Performance Management)나 비즈니스 성과관리 (BPM : Business Performance Management)와 같은 신개념이 등장하고 있으나, 비즈니스 인텔리전스의 프레임워크에서 크게 벗어나지 않는다.

| 구성                | 내용 | 구성 요소                            | 비고                          |
| ------------------- | --- | ------------------------------------ | ----------------------------- |
| 전략 인텔리전스     | 경영전략을 효과적으로 수립하고 실행하기 위해 필요한 가치동인 관리, 경영성과 관리, 전략 실행 모니터링, 원가 및 수익성 등에 관한 분석정보를 제공 | VBM, BSC, ABC/ABM                    | 경영자 등, 관리자 중심        |
| 분석 인텔리전스     | 특정 이슈의 해결을 위한 전문적인 의사결정 모델부터 업무 기능의 영역별 보고서 및 조회를 위한 기능까지, 분석을 위한 다양한 정보를 생성하고 제공  | OLAP, 데이터마이닝, 의사결정분석도구 | 분석가, 관리자 및 담당자 중심 |
| 확장 인텔리전스     | 기업내부뿐만 아니라 고객, 공급자 등 외부 이해관계자와의 거래 및 운영 프로세스에서 생성 되는 데이터를 분석하여 정보를 제공                      | CRM 인텔리전스, SCM 인텔리전스       | 관리자 및 담당자 중심         |
| 인텔리전스 인프라   | 비즈니스 인텔리전스를 구현하기 위한 다양한 기술 및 데이터 통합기반 제공                                                                        | ETL, 데이터웨어하우스, 데이터마트    |                               |
| 인텔리전스 정보전달 | 비즈니스 인텔리전스에서 생성된 정보를 사용자의 요구에 맞도록 제공                                                                              | 전사포털, 정보 시스템                |                               |

표에서 보는 바와 같이 비즈니스 인텔리전스 영역에는 다양한 시스템과 기반기술이 요구되며, 때문에 비즈니스 인텔리전스를 이해하기 위해서는 이러한 시스템 및 기술에 대한 이해가 선행되어야 한다. 기반기술은 ETL(Extraction Transformation Loading), 데이터웨어하우스, 데이터 마트, 데이터 마이닝, OLAP, 전사포털 등이 포함되며, 최근에는 에이전트 기술이나 인공 신경망, 유전자 알고리즘과 같은 인공지능 기법과의 연계를 고려한 비즈니스 인텔리전스 영역들이 기술적으로 확장되고 있다.

## BI와 MIS
경영 정보 시스템(MIS)은 실제로 구축된 시스템을 말하며, BI는 학문의 명칭으로서 개념적인 용어이다. 그러나, 시스템 없이 BI를 구현한다는 것은 상상하기 어려운 일이며, MIS 역시 단지 시스템만을 가리키는 것이 아니라, 경영학 세부전공 중 한 분야로서 학문의 의미로 쓰이는 경우가 많다. 그러므로 사실상 두 용어의 차이는 미미하다고 할 수 있다.

## 같이 보기
- 경영통계학
- 경영 정보 시스템(MIS)
- 한국BI데이터마이닝학회
- 모바일 비즈니스 인텔리전스